# テッサロニキ国際映画祭
テッサロニキ国際映画祭（テッサロニキこくさいえいがさい、Φεστιβάλ Κινηματογράφου Θεσσαλονίκης, 英語：Thessaloniki International Film Festival）はギリシャのテッサロニキで毎年11月に開かれる国際映画祭である。バルカンでは最大規模の映画祭で、特に新人監督の発掘に力を入れている。

## 概要
テッサロニキ国際映画祭は1960年から始まった Week of Greek Cinema が前身となっている。1966年からはギリシャ映画祭 (Greek Film Festival) と名前を変えて開催されるようになる。
1992年からコンペティション部門を設け、国際映画製作者連盟から国際映画祭として認定された。コンペティション部門のゴールデン・アレクサンダー賞にはこれまで多くのアジア映画が選出されている。日本映画も2作品（『水の中の八月』1998年『水の女』2002年）がこの賞を受賞している。コンペティション部門の最優秀監督賞受賞者に1992年『死んでもいい』の石井隆や1995年『おかえり』の篠崎誠がいる。
2016年には、日本映画『種をまく人』（英語: The Sower）の竹内洋介が最優秀監督賞、竹中涼乃が最年少で最優秀主演女優賞を受賞している。
また、映画祭と並行してピーター・グリーナウェイやセルゲイ・パラジャーノフの絵画作品の展示、ナム・ジュン・パイクのビデオ作品の上映、ガトー・バルビエリのジャズ・コンサートを行なったりもしている。

## ゴールデン・アレクサンダー賞受賞作品
| 開催年 | 題名 原題                                       | 監督                                 | 製作国                        |
| ------ | ----------------------------------------------- | ------------------------------------ | ----------------------------- |
| 1992   | オルランド Orlando                              | サリー・ポッター                     | イギリス/ ロシア/ フランス 他 |
| 1992   | Dance in the Night                              | Aleko Tsabadze                       | ジョージア                    |
| 1993   | Ap' to hioni (Snow)                             | ソティリス・ゴリチャス               | ギリシャ                      |
| 1994   | 冬春的日子 (The Days)                           | 王小帥                               | 香港 中国                     |
| 1995   | 郵便配達 邮差                                   | 何建軍                               | 香港                          |
| 1996   | Brothers in Trouble                             | ウダヤン・プラサッド                 | イギリス                      |
| 1997   | Road to Nhill                                   | スー・ブルック                       | オーストラリア                |
| 1998   | 水の中の八月                                    | 高橋陽一郎                           | 日本                          |
| 1999   | こころの湯 洗澡                                 | 張楊                                 | 中国                          |
| 2000   | Last Resort                                     | パヴェル・パヴリコフスキー           | イギリス                      |
| 2001   | Tirana Year Zero                                | Fatmir Koçi                          | アルバニア/ フランス          |
| 2002   | 水の女                                          | 杉森秀則                             | 日本                          |
| 2002   | ブリスフリー・ユアーズ Sud sanaeha              | アピチャートポン・ウィーラセータクン | タイ                          |
| 2003   | The Last Train                                  | アレクセイ・ゲルマン・ジュニア       | ロシア                        |
| 2004   | Bitter Dream                                    | モフセン・アミルユセフィ             | イラン                        |
| 2005   | Een Ander zijn geluk (Someone Else's Happiness) | Fien Troch                           | ベルギー/ オランダ            |
| 2006   | 家族的诞生                                      | 金兌容                               | 韓国                          |
| 2007   | 红色康拜因                                      | 蔡尚君                               | 中国                          |
| 2008   | Aan ja (Over There)                             | Abdolreza Kahani                     | イラン                        |
| 2009   | Ajami                                           | Scandar Copti                        | イスラエル                    |
| 2010   | Periferic                                       | Bogdan George Apetri                 | ルーマニア                    |
| 2011   | Portret v sumerkakh                             | Angelina Nikonova                    | ロシア                        |
| 2012   | シージャック Kapringen                          | トビアス・リンホルム                 | デンマーク                    |
| 2013   | 金の鳥籠 La jaula de oro                        | ディエゴ・ケマダ＝ディエス           | スペイン                      |
| 2014   | 絶え間ない悲しみ La tirisia                     | ホルヘ・ペレス・ソラーノ             | メキシコ                      |
| 2015   | ひつじ村の兄弟 Hrútar                           | グリームル・ハゥコーナルソン         | イスラエル                    |
| 2016   | ヒットマン: インポッシブル Tiszta szívvel       | アッティラ・ティル                   | ハンガリー                    |
| 2017   | Korparna                                        | Jens Assur                           | スウェーデン                  |

## ゴールデン・アレクサンダー名誉賞受賞者
- ピーター・グリーナウェイ
- ホウ・シャオシェン
- ヴィム・ヴェンダース
- ジョン・マルコヴィッチ
- 北野武（第49回、2008年）

## 関連事項
- en:Thessaloniki Video Dance Festival
- en:Thessaloniki Documentary Festival